# Нередовна войска
Нередовната войска или Ирегулярната войска/армия (на латински: irregularis) е наименованието на военни единици, формации и сдружения във въоръжените сили на някои държави. Тези военни сили нямат твърда и постоянна организация или тяхното набиране, военна служба, военно обучение, военно образование, униформи, значително се различава и отличава от това на редовната армия.
Типичен пример за такава войска е башибозукът в Османската империя или казаците в Жечпосполита и Руското царство, както и пандурите по военната граница.
След Първата световна война тази войска е премахната във всички цивилизовани държави в света. В съвременни условия подобни формации могат да осъществяват граждански арест в някои страни.
|  | Тази страница частично или изцяло представлява превод на страницата „Иррегулярные войска“ в Уикипедия на руски. Оригиналният текст, както и този превод, са защитени от Лиценза „Криейтив Комънс – Признание – Споделяне на споделеното“, а за съдържание, създадено преди юни 2009 година – от Лиценза за свободна документация на ГНУ. Прегледайте историята на редакциите на оригиналната страница, както и на преводната страница, за да видите списъка на съавторите. ВАЖНО: Този шаблон се отнася единствено до авторските права върху съдържанието на статията. Добавянето му не отменя изискването да се посочват конкретни източници на твърденията, които да бъдат благонадеждни. |